# موزارت في الأدغال
موزارت في الأدغال (بالإنجليزية: Mozart in the Jungle)‏ هو مسلسل إنترنيتي درامي كوميدي أمريكي بدأ في عرضه في سنة 2014 وهو من إنتاج ستوديوهات أمازون وهو من تأليف رومان كوبولا وجيسون شوارتزمان ومن إخراج أليكس تيمبرس وبطولة لولا كيركي و مالكولم مكدويل وهانا دون وبيتر فاك وغايل غارسيا برنال وبيرناديت بيترس، قصة المسلسل مأخوذة من القصة القصيرة Mozart in the Jungle: Sex, Drugs, and Classical Music المؤلفة من بلير تيندال التي ألفها في سنة 2005 والتي تحكي عن قصة موسيقي المهنية في نيويورك. تم عرض أول حلقة للمسلسل في 23 ديسمبر 2014 وثم تم عرض الموسم الثاني منه في 18 فبراير 2015 وثم تم عرض الجزء الثالث في 9 فبراير 2016 وفي 30 يناير 2017 تم البدء بعرض الجزء الرابع للمسلسل.

## روابط خارجية
- موزارت في الأدغال على موقع IMDb (الإنجليزية)
- موزارت في الأدغال على موقع ميتاكريتيك (الإنجليزية)
- موزارت في الأدغال على موقع روتن توميتوز (الإنجليزية)
- موزارت في الأدغال على موقع كينوبويسك (الروسية)
- موزارت في الأدغال على موقع ألو سيني (الفرنسية)
- موزارت في الأدغال على موقع قاعدة بيانات الفيلم (الإنجليزية)